# Anticlea semna
Anticlea semna es una especie de polilla de la familia Geometridae.> La especie fue descrita por primera vez por Louis Beethoven Prout habiendo sido descrita en 1929, con distribución en Argelia. El holotipo de la especie fue descrita en los alrededores de las aguas termales Hamam Maskhoutine al norte del país.

## Descripción
Es una polilla mediana con una envergadura de 42 milímetros (1,7 plg). La antena es pubescente, la cabeza y el cuerpo del mismo color que las alas.

### Alas
El ala anterior cuenta con un termen marcadamente crenulado, excepto entre el ápice y R1,: Notas 1  de color rojizo brillante, algo apagado por puntos oscuros en las venas, especialmente en las áreas a cada lado del central. El área basal se ve ligeramente más leonada. El punto celular se ve en una pequeña mancha, indistintamente ocelado. Cuenta con líneas grises (gris gaviota oscuro a gris pizarra), con un tinte azulado. La línea postmediana cuenta con bordes blancos muy finos desde la costa hasta cerca de R1.: Notas 1 
El ala posterior con el diente en M' más alargado. El color es muy similar al de E. badiata: la parte superior es de color blanco grisáceo a marrón grisáceo claro y tiene una línea media delgada de color marrón oscuro. Cuenta con un pequeño punto celular negruzco. La línea postmediana es marrón, bastante distintiva, con una fuerte curva hacia afuera que culmina en los medianos. El resto de las líneas y el fleco es muy similar a las del ala anterior.